# Virgilio Verdaro
Virgilio Verdaro (detto Gatto Mammone) (Balerna, 28 giugno 1885 – Pontassieve, 6 dicembre 1960) è stato un politico svizzero, comunista ed internazionalista, attivo anche in Italia.

## Biografia
Nato il 28 giugno 1885 a Balerna, un piccolo centro del Canton Ticino vicino al confine italiano di Chiasso, si trasferì ancora bambino a Firenze, vi trascorse la gioventù e si laureò in lettere. Iscritto al Partito Socialista Italiano dal 1901, prese parte attiva alle diverse iniziative politiche, orientandosi verso la sinistra intransigente. Insegnante presso il ginnasio della Repubblica di San Marino, nel 1912 ne rappresentò il partito socialista al congresso dell'Internazionale socialista di Basilea. Nel 1915, con l'entrata in guerra dell'Italia, la sua attività internazionalista contro la guerra gli costò l'accusa di disfattismo, con l'internamento, prima a Cortona poi a Cosenza. Nel clima di aspettativa rivoluzionaria del dopoguerra, si schierò con l'ala sinistra del PSI, che sosteneva l'adesione ai principi della nuova Internazionale Comunista; si fece portavoce delle tesi comuniste astensioniste, che faceva capo ad Amadeo Bordiga, assumendo una posizione intransigente, insieme all'operaio torinese Giovanni Boero  e al triestino Drago Karel Godina. Ebbe un ruolo rilevante nel processo di formazione del Partito Comunista d'Italia. Dopo la costituzione del Partito, partecipò a una serie di iniziative propagandistiche e organizzative in diverse località, da cui le autorità di polizia trassero pretesto per la sua espulsione dall'Italia, in quanto cittadino elvetico.
Nel 1924, dopo un fallito tentativo di rientrare clandestinamente in Italia, emigrò in URSS, dove restò fino 1931, ricoprendo incarichi nell'ambito del Komintern e insegnando all'Istituto Marx-Engels. Come molti comunisti emigrati in URSS, si mantenne sulle posizioni della sinistra italiana e, con Ersilio Ambrogi e Arnaldo Silva, costituì la Frazione di sinistra del PCR(b), cercando di prendere contatto con i compagni che, in Francia e in Belgio, avevano costituito la Frazione di sinistra del PCd'I. Questa iniziativa fu considerata illegale dalla dirigenza del Partito Comunista dell'Unione Sovietica (bolscevico) e, una volta scoperta, provocò la loro espulsione dal partito.
Nel maggio 1931, quando i margini di azione divennero assolutamente precari, Verdaro decise di abbandonare la Russia e, in circostanze avventurose, raggiunse la Francia. Del tutto privo di risorse, fu costretto a lasciare a Mosca la compagna, Emilia Mariottini, che era incinta. Nell'ottobre del 1931, dopo la nascita del figlio Vladimiro, la situazione di Emilia divenne difficilissima: per aver rifiutato di dissociarsi dal marito, nel novembre 1933 fu espulsa dal partito e licenziata dal lavoro. L'8 dicembre 1934 il bambino morì di stenti e la madre fu cacciata di casa. Solo durante la guerra, Emilia Mariottini poté finalmente lasciare la Russia e raggiungere Virgilio in Svizzera. A Mosca, restarono anche gli studi sulla storia del movimento operaio internazionale, ai quali si era dedicato negli anni precedenti.
Nell'estate del 1931, stabilitosi a Bruxelles, Verdaro assunse fondamentali incarichi per conto della Frazione di sinistra del PCd'I, curando in particolare la redazione del quindicinale «Prometeo» e, dal 1933, della rivista teorica «Bilan». Sono moltissimi gli articoli che portano la sua caratteristica firma, «Gatto Mammone», e altrettanti, anonimi, gli possono essere attribuiti. Benché fosse stipendiato dall'organizzazione, la sua attività si svolse spesso in condizioni di assoluta precarietà, come quasi tutti i militanti della sinistra comunista.
Importante fu il contributo di Verdaro al dibattito teorico,  oltre alla partecipazione agli incontri con le altre formazioni politiche, affrontò le delicatissime questioni che andavano scuotendo la scena internazionale, dall'aggressione giapponese alla Cina alle tensioni in Palestina, dalla conquista italiana dell'Etiopia all'evoluzione della politica estera sovietica. Di fronte alla guerra di Spagna, Verdaro ne denunciò con Ottorino Perrone il carattere imperialistico e, in contrasto con altri compagni della Frazione, si batté contro ogni forma di intervento in difesa della Repubblica.
I contrasti che ne seguirono, si aggravarono in prossimità del secondo conflitto mondiale, creando prima una situazione di impasse e poi la dissoluzione della Frazione. Dopo l'occupazione tedesca del Belgio, nel maggio 1940, molti membri del gruppo bordighiano di Bruxelles dovettero affrontare il pericolo di essere estradati in Italia, dove li attendevano pesanti condanne. Verdaro riuscì a rifugiarsi in Svizzera, di cui aveva la cittadinanza. Entrava così nell'ultima fase della sua vita, che fu altrettanto disagiata delle precedenti, se non peggiore, aggravata come fu dall'isolamento politico. L'unico conforto fu la ricongiunzione con la sua compagna Emilia Mariottini. Per trovare uno spazio politico, aderì al Partito Socialista Svizzero, nel cui ambito svolse la sua attività, senza venir meno ai principi di intransigenza, che avevano caratterizzato tutta la sua vita e, appena gli fu possibile, stabilì contatti con il Partito Comunista Internazionalista, fondato durante la guerra in Italia. Sempre firmandosi Gatto Mammone, collaborò al quotidiano socialista ticinese «Libera Stampa». Alla fine del 1956, venuta meno una modesta fonte di reddito, si ritirò a Pontassieve, nei pressi di Firenze, dove morì il 6 dicembre 1960.